# Scandalo Whitewater
Lo scandalo Whitewater è uno scandalo legato agli investimenti immobiliari in Arkansas di Bill e Hillary Clinton e dei loro soci, Jim e Susan McDougal, attraverso la Whitewater Development Corporation.

## Panoramica
Durante la campagna per le elezioni presidenziali del 1992 un articolo del New York Times diede la notizia dell'investimento fallimentare dei Clinton nella società. Nel novembre 1992 il banchiere David Hale sostenne che Bill Clinton, quando era governatore dell'Arkansas, gli aveva chiesto di concedere illegalmente un prestito di 300.000 dollari a Susan McDougal. I sostenitori di Clinton obiettarono però che le dichiarazioni di Hale erano discutibili, perché non aveva fatto alcun riferimento a Clinton nelle sue dichiarazioni sul prestito messe a verbale durante le indagini del Federal Bureau of Investigation del 1989, salvo cambiare la sua versione dopo essere stato messo sotto accusa.
I Clinton non furono mai messi sotto accusa, ma altre 15 persone, fra le quali il successore di Bill Clinton alla carica di governatore, che fu rimosso dall'incarico, furono accusate di oltre 40 reati.
- Jim Guy Tucker, governatore dell'Arkansas, rimosso (truffa, tre accuse).
- John Haley, avvocato di Tucker (evasione fiscale).
- William J.Marks sr., socio d'affari di Tucker (associazione per delinquere).
- Stephen Smith, assistente di Clinton quando questi era governatore (associazione per delinquere finalizzata alla malversazione). Graziato da Clinton.
- Webster Hubbell, sostenitore di Clinton, socio dello studio legale Rose (appropriazione indebita, truffa).
- Jim McDougal, banchiere e sostenitore di Clinton (18 reati).
- Susan McDougal, sostenitrice di Clinton (truffa multipla). Graziata da Clinton.
- David Hale, banchiere, sedicente sostenitore di Clinton (associazione per delinquere, truffa).
- Neal Ainley, presidente della banca della contea di Perry (appropriazione indebita dei fondi della banca per finanziare la campagna di Clinton).
- Chris Wade, broker (truffa multipla). Graziato da Clinton.
- Larry Kuca, agente immobiliare (truffa multipla).
- Robert W. Palmer, perito (associazione per delinquere). Graziato da Clinton.
- John Latham, amministratore delegato della Madison Bank (truffa).
- Eugene Fitzhugh, avvocato e uomo d'affari (corruzione multipla).
- Charles Matthews (corruzione)